# Kangnam-sanmaek
Kangnam-sanmaek är en bergskedja i Nordkorea. Den ligger i den norra delen av landet, 230 km norr om huvudstaden Pyongyang.